# Polyrhachis otleti
Polyrhachis otleti é uma espécie de formiga do gênero Polyrhachis, pertencente à subfamília Formicinae.